# 伊號第四十四潛艦

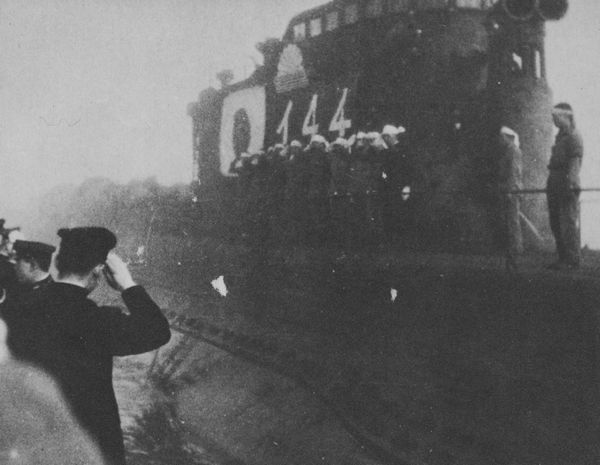
伊号第四十四潜水艇

伊号第四四潜水艦（いごうだいよんじゅうよんせんすいかん）是大日本帝国海军的一艘潜水艇。伊四〇型潜水艦（乙型改1）的5号艦。昭和20年参加回天攻撃隊并战沉。

## 艦歷
- 1941年 マル急計画第374号艦
- 1942年6月11日 在横須賀海軍工廠开工建造
- 1943年3月5日 下水
- 1944年1月31日 竣工。船籍编入横須賀鎮守府
  - 4月28日 编入第15潜水隊
  - 5月15日 从吴港出发前往新洲方向
  - 5月27日 在遭到飞机轰炸以及驱逐舰的深水炸弹攻击后在吴工廠接受修理
  - 10月19日 从吴港出港时由于意外事故而返回。从事回天搭載工作
- 1945年2月21日 作为回天攻撃隊千早隊的一员，从吴港出发，前往硫磺岛
  - 4月4日 作为多多良隊的一员从吴港出发，前往冲绳
  - 4月18日 在冲绳以东海面遭敌军舰载机的轰炸以及驱逐舰深水炸弹的攻击而沉没。包括回天搭乗員在内130名全員战死
  - 5月2日 确定在冲绳方面沉没
  - 6月10日 除籍

## 歴代艦長

### 艤装員長
1. 横田稔中校（1944年1月20日-）

### 艦長
1. 横田稔中校（1944年1月31日-）
2. 川口源兵衛大尉（1944年9月16日-）
3. 増沢清司少校（1945年3月17日-）

## 同型艦
Template:伊四〇型潜水艦